# Albert Falsan

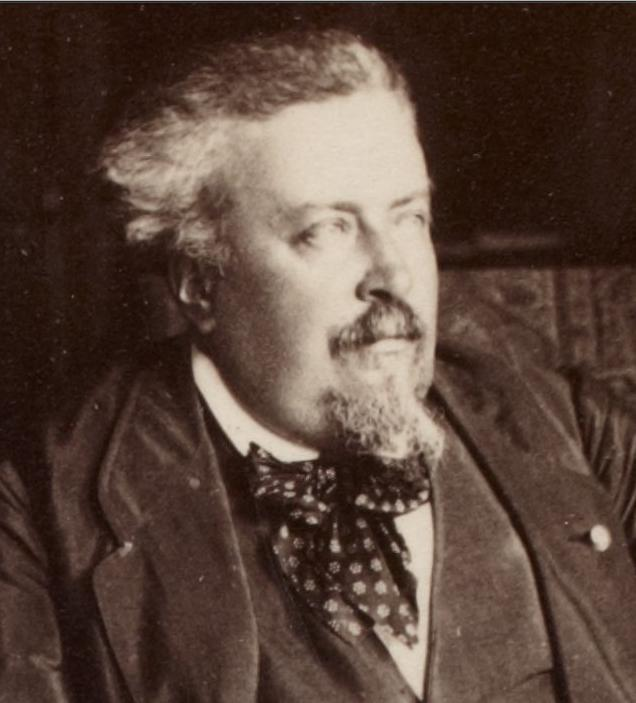
Albert Falsan

Claude Alexandre Albert Falsan (* 14. Mai 1833 in Lyon; † 12. Februar 1902 in Saint-Cyr-au-Mont-d’Or) war ein französischer Geologe, der in Lyon wirkte.

## Leben
Er war der Sohn des Lyoner Seidenhändlers und -fabrikanten Pierre-Honoré Falsan. Seine Mutter Thèrese war mit dem Fotografie-Pionier Nicéphore Niépce verwandt und sein Großvater Claude François Falsan (1760–1839) war ein angesehener Seidenfabrikant und Syndikus der Handelskammer von Lyon. Auch Albert Falsan sollte zunächst Geschäftsmann werden, er folgte aber beim Studium in Lyon seinen Neigungen zu Kunst (er stellte 1864 im Salon von Lyon aus) und Naturwissenschaften, speziell Geologie und Botanik. Er machte keinen Abschluss, befasste sich aber weiter nach dem Studium intensiv mit Geologie, besonders der Umgebung von Lyon, der französischen Jura und den französischen Alpen und veröffentlichte dazu (auch in Form geologischer Karten). Besonders Aufmerksamkeit fanden seine Nachweise einer eiszeitlichen Vergletscherung im Rhonetal, deren Rand er genau kartierte. Die Ergebnisse präsentierte er 1875 auf einem internationalen Geologenkongress in Genf und er erhielt für seine Forschungen Auszeichnungen wie den Prix Bordin.
Seine Sammlungen sind im Musée des Confluences. Er war ab 1869 Mitglied der Académie des Sciences, Belles-Lettres et Arts de Lyon und Mitglied vieler weiterer Akademien (z. B. in Genf, von Savoyen, in Annecy, Aix-en-Provence, Marseille und verschiedener Lyoner Akademien). Er war Ritter des Ordens St. Maurice et Lazare und Saint Jacques de Portugal, Officier de l´Instruction publique und erhielt die Goldmedaille der Akademie von Lyon und 1880 eine Goldmedaille in einem Wettbewerb der Sorbonne.
Er war der Onkel des Archäologen und Theologen Marie-Joseph Lagrange.

## Schriften
- Notice sur la géologie et la minéralogie du canton d'Hyères (Var), Lyon, impr. de Barret, 1863 (mit geologischer Karte)
- mit Arnould Locard: Monographie géologique du Mont-d'Or lyonnais et de ses dépendances, Lyon 1866
- mit Ernest Chantre: Monographie géologique des anciens glaciers et du terrain erratique de la partie moyenne du bassin du Rhône, 2 Bände, Lyon 1879, 1880
- La période glaciaire: étudiée principalement en France et en Suisse, Paris, F. Alcan, 1889
- Les Alpes françaises, la flore et la faune, le rôle de l'homme dans les Alpes, la transhumance, Paris, J.B. Baillière et fils, 1893, Archive